# Brabantse Pijl 1997
De 37e editie van de Brabantse Pijl (Frans: Fleche Brabançonne) vond plaats op zondag 30 maart 1997. Gianluca Pianegonda won deze eendaagse Belgische wedstrijd door zijn Nederlandse medevluchters Maarten den Bakker en Michael Boogerd in de slotfase af te troeven. De koers ging over een afstand van 183 kilometer, met de start en de finish in Alsemberg. 

## Uitslag
| Brabantse Pijl 1997 |                     |                             |          |
| Plaats              | Naam                | Ploeg                       | Tijd     |
| Winnaar             | Gianluca Pianegonda | Mapei-GB                    | 4u13'00" |
| 2                   | Maarten den Bakker  | TVM-Farm Frites             | z.t.     |
| 3                   | Michael Boogerd     | Rabobank                    | z.t.     |
| 4                   | Luc Roosen          | Vlaanderen 2002-Eddy Merckx | + 11"    |
| 5                   | Marc Wauters        | Lotto-Mobistar-Isoglass     | + 22"    |
| 6                   | Carlo Bomans        | Mapei-GB                    | z.t.     |
| 7                   | Peter Farazijn      | Lotto-Mobistar-Isoglass     | + 2' 10" |
| 8                   | Léon van Bon        | Rabobank                    | + 2' 16" |
| 9                   | Maximilian Sciandri | Française des Jeux          | + 2' 20" |
| 10                  | Christophe Mengin   | Française des Jeux          | + 2' 37" |

1961 · 1962 · 1963 · 1964 · 1965 · 1966 · 1967 · 1968 · 1969 · 1970 · 1971 · 1972 · 1973 · 1974 · 1975 · 1976 · 1977 · 1978 · 1979 · 1980 · 1981 · 1982 · 1983 · 1984 · 1985 · 1986 · 1987 · 1988 · 1989 · 1990 · 1991 · 1992 · 1993 · 1994 · 1995 · 1996 · 1997 · 1998 · 1999 · 2000 · 2001 · 2002 · 2003 · 2004 · 2005 · 2006 · 2007 · 2008 · 2009 · 2010 · 2011 · 2012 · 2013 · 2014 · 2015 · 2016 · 2017 · 2018 · 2019 · 2020 · 2021 · 2022 · 2023 · 2024